# Pedagógusok Szakszervezete

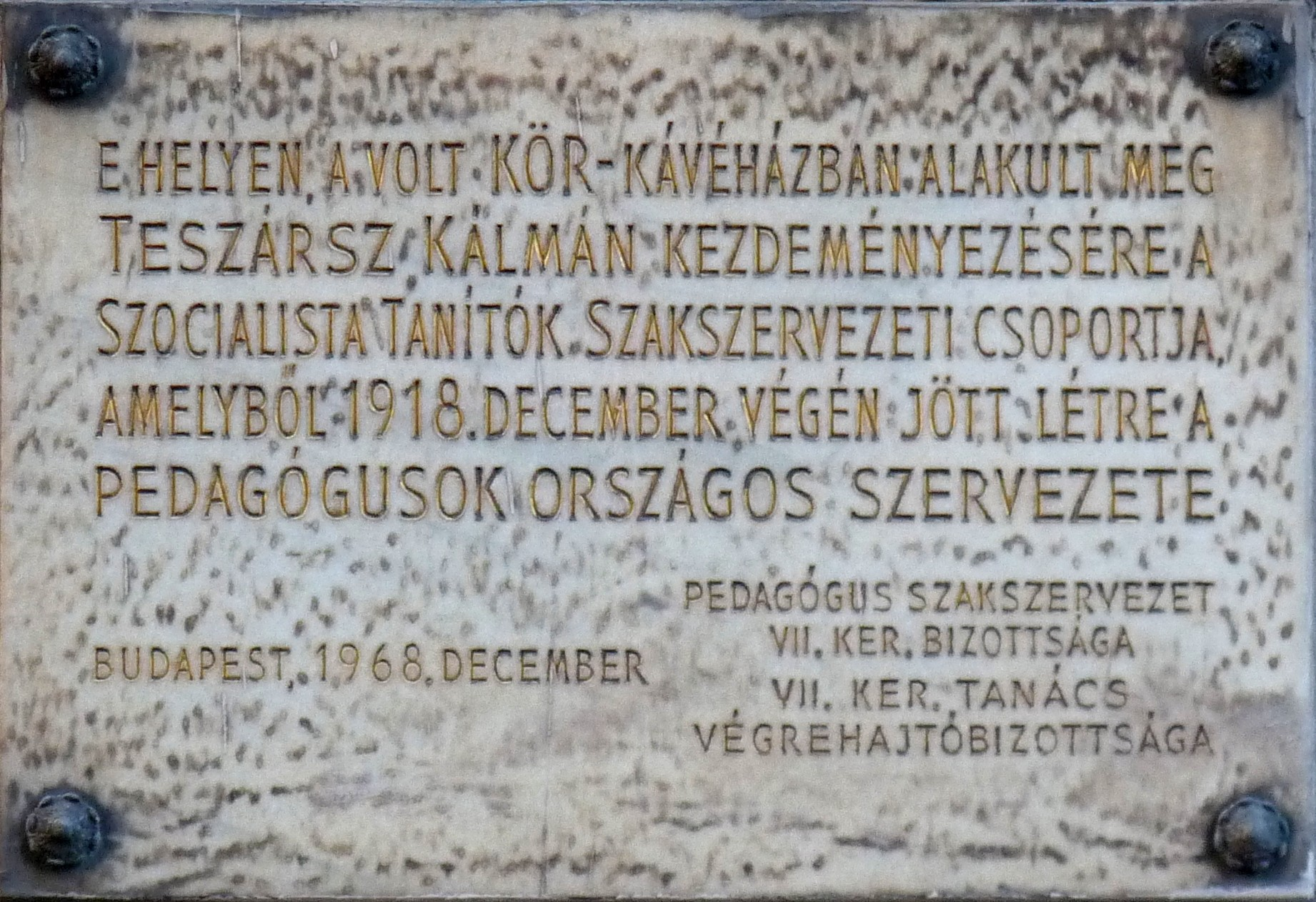
A Pedagógusok Szakszervezete 1918. december 30-án történt megalakulásának emléktáblája a hajdani Kör kávéház Dob utcai falán (Dob utca 62.)

A Pedagógusok Szakszervezete (PSZ) tagsága alapján a legnagyobb magyarországi ágazati szakszervezet, a Szakszervezetek Együttműködési Fóruma (SZEF) konföderáció tagja.
Székhelye: Budapest VI. kerülete, Városligeti fasor 10.
A magyar köznevelés legnagyobb, egyetlen reprezentatív szakszervezete. Taglétszáma saját adatai szerint kb. huszonötezer, honlapja szerint „az óvodák, általános- és középiskolák, szakképzési, kollégiumi, gyermekotthoni, lakásotthonhálózati és gyógypedagógiai intézmények, valamint a hozzájuk kapcsolódó pedagógiai szakszolgálatok, gyermek- és ifjúságvédelmi, közművelődési, szakmai-szolgáltató, értékelő, fejlesztő, képző- és kutatóintézmények” alkalmazottai, nyugdíjasai, illetve a belőlük munkanélkülivé váltak közül kerülnek ki.

## Története
Jogelődje az 1918. december 30-án Somogyi Béla elnökletével megalakult Magyarországi Tanítók Szakszervezete. Ezt 1919 augusztusában betiltották és 1945-ig a közszférában nem működhettek szakszervezetek, csak szakmai egyesületek. 1945. február Magyar Pedagógusok Szabad Szakszervezete néven újjáalakult. A PSZ kongresszusait az 1946. február 24-én tartott I. kongresszustól számozzák. Neve ezután is többször változott: Magyar Pedagógusok Szakszervezete (1950. május – 1950. december), Pedagógusok Szakszervezete (1950. december – 1956. október), Magyar Pedagógusok Szabad Szakszervezete (1956. november – 1957. december), Pedagógusok Szakszervezete (1958-tól).

## A rendszerváltástól
1990 tavaszán, a kommunista rezsim utáni első szabad választások előtt a PSZ úgy döntött, nem csatlakozik a kommunista szakszervezeti szövetség, a SZOT utódjaként létrehozott MSZOSZ szövetséghez. Ugyanezen év júniusában a SZEF egyik alapítója lett. 

## Tevékenysége
A PSZ alapvető törekvése, hogy az érdekvédelem jogi garanciái bővüljenek, s olyan alkupozíción nyugvó, eredményes érdekegyeztetési rendszer, szociális párbeszéd működjön, amely megteremti a korszerű oktatáspolitika, a biztonságos foglalkoztatás, valamint az európai uniós szintű kereseti, szociális és nyugdíjviszonyokhoz közelítés feltételeit.
Céljai elérése érdekében a PSZ, az ágazat reprezentatív érdekvédelmi szervezeteként, elsősorban tárgyalásokat folytat, részt vesz a közoktatás, a közszféra különböző szintű érdekegyeztető fórumainak munkájában. Az elmúlt években azonban többször, más módon is fellépett az ágazat érdekeinek védelmében.
A PSZ legnagyobb tüntetése 1995. november 15-én volt Budapesten, a Parlament előtt, ahol követelték a közoktatás támogatásának költségvetési garanciáját, az óvodai ellátás kötelező önkormányzati feladatként való elismerését, a bérfelzárkóztatás folytatását.
2001-2002-ben, valamint 2007-ben országos népi kezdeményezéssel élt a PSZ a közalkalmazottak bér- és előmeneteli rendszerével kapcsolatban.
2004-ben és 2006-ban tevékenyen részt vett az Egységes Közszolgálati Sztrájkbizottság megalakításában és a kompromisszummal megvalósult követelések megfogalmazásában.
A PSZ kezdeményezése alapján 1991 óta minden év november 22-én ünnepeljük a Magyar Közoktatás Napját.
Az érdekképviseleti munkát több országos szakmai tagozat és munkacsoport segíti. 
Az érdekvédelmet jogsegélyszolgálattal és alapítványok, köztük a Gárdonyi Géza Alapítvány támogatásával is erősíti.
A PSZ az érdekvédelem prioritása mellett fontosnak tartja a tagjainknak nyújtott egyéb szolgáltatásokat például önsegélyezés, az üdültetés, az öntevékeny kulturális és sportmozgalom.
A PSZ 1992-ben alapította a szakszervezet érdekében végzett tevékenység elismerésére szolgáló kitüntetését, az Eötvös József-emlékérmet, valamint a szervezeteknek, intézményeknek és intézményfenntartóknak adható Eötvös József-emlékplakettet.
A PSZ folyóirata a Pedagógusok Lapja, mely a közszféra, a közoktatás és a szakszervezeti élet fontos, aktuális kérdéseivel foglalkozik. 

### Nemzetközi tevékenysége
A PSZ intenzív kapcsolatokat tart fenn más országokban működő pedagógus-szakszervezetekkel, illetve nemzetközi tömörülésekkel. Alapító tagja az Oktatási Internacionálénak (Education International - EI) és 2004. januártól elismert, teljes jogú tagja az Európai Szakszervezeti Szövetség Oktatási Bizottságának (ETUCE). Részt vesz az Európai Unió ágazati érdekegyeztetésében.

## Vezetői 1990 óta
- Szöllősi Istvánné főtitkár, (1991. február 17-étől).
- Sári Lajos elnök (1994. október 28-ától, lemondott 1995. december 15-én és Szöllősi Istvánné főtitkár követte).
- Borbáth Gábor főtitkár (1998. november 21-étől, lemondott 2002. december 6-án).
- Varga László elnök (2003. július 2-től, lemondott 2007. szeptember 29-én).
- Árok Antal elnök (2007. szeptember 29-étől), alelnökei Szlankó Erzsébet és Galló Istvánné.
- Galló Istvánné elnök (2008. július 2-ától), alelnökei Szabó Zsuzsanna (2008. július 2-ától) és Gosztonyi Gábor (2016. március 16-tól)
- Szabó Zsuzsanna elnök (2018. július 2-ától), alelnökei Gosztonyi Gábor (2018. július 2-ától) és Totyik Tamás (2018. július 2-ától)
- Totyik Tamás elnök (2023. július 1-től), alelnökei Gosztonyi Gábor (2023. július 1-től) és Tóth Tünde (2023. július 1-től)

## Felépítése
A PSZ szervezeti felépítését az Alapszabály tartalmazza. 
A PSZ Felügyelőbizottsága: Révész Istvánné, elnök; Dr. B. Szabó Ernőné, Lencse János, Józsa László.
Tagozati vezetők:
- Nyugdíjas: Holcsikné Brummer Mária
- Gyógypedagógiai: Matuz Éva
- Óvodai: Óvodai: Vékony Tamásné
- Ifjúsági: Kiss Gábor
- Szakképzési és felnőttképzési: Dömény János
- Gyermekvédelmi: Pataki Zsolt
- Könyvtáros - könyvtárostanár: Ottmár Andrea

## Külső hivatkozások
- Archiválva 2016. március 25-i dátummal a Wayback Machine-ben
- Archiválva 2010. január 20-i dátummal a Wayback Machine-ben
- [halott link]

## Hivatalos oldal
- A Pedagógusok Szakszervezetének honlapja